# Spedizione Braddock

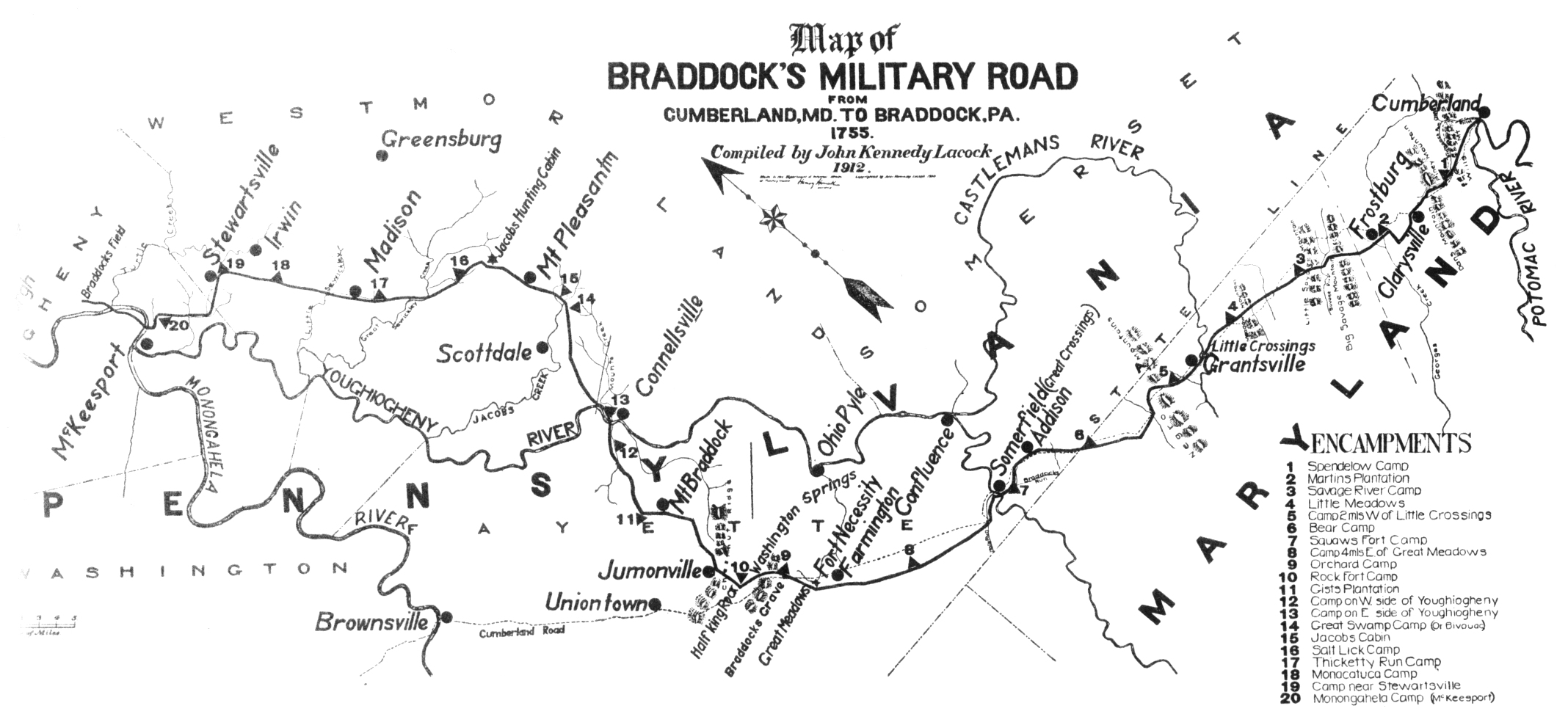
Mappa della spedizione

La spedizione Braddock, chiamata anche campagna di Braddock o più comunemente sconfitta di Braddock, fu una fallimentare spedizione britannica con la quale si cercò di conquistare la fortezza francese di Fort Duquesne (oggi nella periferia di Pittsburgh) nell'estate del 1755 durante la guerra franco-indiana. Fu sconfitta nella battaglia del Monongahela del 9 luglio ed i sopravvissuti si ritirarono. La spedizione prende il nome dal generale Edward Braddock che guidò i britannici e morì nel corso dell'operazione. La sconfitta di Braddock fu un'importante sconfitta per gli inglesi nelle prime fasi della guerra con la Francia ed è stata definita una delle più disastrose per i britannici nel XVIII secolo.

## Contesto storico
La spedizione Braddock faceva parte di una massiccia offensiva britannica nei confronti dei francesi in America del Nord quell'estate. Da comandante in capo del British Army in America, il generale Braddock guidava l'esercito principale contro l'Ohio Country con una colonna di circa 2100 unità. Il suo comando era composto da due reggimenti regolari di linea, il 44° ed il 48° per un totale di circa 1350 uomini, oltre ai circa 500 regolari e milizie di altre colonie ed all'artiglieria. Con questi uomini Braddock pensava di poter conquistare Fort Duquesne con facilità, per poi proseguire con altre fortezze fino a Fort Niagara. George Washington, allora di soli 23 anni, conosceva il territorio e fu aiutante di campo volontario del generale Braddock. Il capo ricognitore di Braddock era il tenente John Fraser del reggimento della Virginia. Fraser era proprietario di terreni a Turtle Creek, era stato a Fort Necessity ed era stato secondo in comando a Fort Prince George (rinominato Fort Duquesne dai francesi), alla confluenza di Allegheny e Monongahela.
Braddock non riuscì a reclutare alleati nativi americani dalle tribù non alleate dei francesi. Aveva con sé solo otto Mingo che facevano da ricognitori. Molti indiani della zona, soprattutto il capo Delaware Shingas, rimasero neutrali. Stretti tra le due potenze europee in guerra, i nativi locali non volevano rischiare di schierarsi con i perdenti. Avrebbero deciso con chi schierarsi in base al risultato della spedizione Braddock.

## Rotta di Braddock

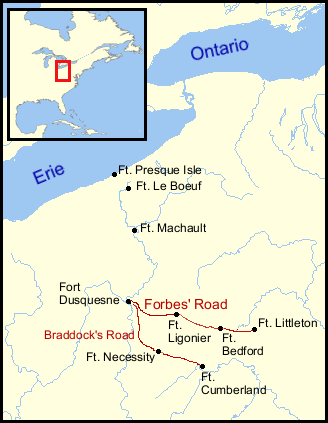
Fortezza francesi e britanniche della regione. Le fortezze francesi erano Fort Duquesne e quelle a nord

Partita da Fort Cumberland in Maryland il 29 maggio 1755, la spedizione dovette affrontare un enorme problema logistico: lo spostamento di tanti uomini con equipaggiamento, provviste e cannoni pesanti sul terreno fittamente boscoso dei monti Allegani e della Pennsylvania occidentale, un viaggio di circa 180 km. Braddock aveva ricevuto aiuto da Benjamin Franklin, il quale gli aveva fornito una carovana e rifornimenti per la spedizione. Tra i conducenti della carovana c'erano due giovani uomini che divennero poi leggende della storia americana: Daniel Boone e Daniel Morgan. Tra gli altri membri della spedizione vi furono gli alfieri William Crawford e Charles Scott, Thomas Gage, Charles Lee, il futuro presidente George Washington ed Horatio Gates.
La spedizione proseguì lentamente perché Braddock considerava una priorità la costruzione di una strada fino a Fort Duquesne, in modo da rifornire la postazione che pensava di conquistare e difendere le biforcazioni dell'Ohio, ed a causa della carenza di animali da soma sani. In alcuni casi la colonna fu in grado di avanzare solo 3 km al giorno, costruendo la Braddock Road. Per velocizzare il movimento Braddock divise gli uomini di una "colonna veloce" di circa 1300 uomini che comandò personalmente e, molto indietro, una colonna con i rifornimenti composta da 800 uomini con buona parte delle provviste comandata dal colonnello Thomas Dunbar. Lungo la strada oltrepassarono le rovine di Fort Necessity, dove francesi e canadesi avevano sconfitto Washington l'estate precedente. Piccoli gruppi di franco-indiani affrontarono Braddock per tutta la marcia.
Nel frattempo a Fort Duquesne la guarnigione francese composta da soli 250 regolari e milizie canadesi, con circa 640 indiani alleati, si accampò fuori dalla fortezza. Gli indiani facevano parte di varie tribù, tra cui Ottawa, Ojibway e Potawatomi. Claude-Pierre Pécaudy de Contrecœur, comandante canadese, ricevette il resoconto dei ricognitori indiani secondo i quali i britannici stavano giungendo ad assediare la fortezza. Capì di non poter affrontare i cannoni di Braddock, e decise di fare un attacco preventivo, un'imboscata all'esercito di Braddock quando avrebbe attraversato il fiume Monongahela. Gli alleati indiani furono inizialmente riluttanti ad attaccare un gruppo così nutrito di nemici, ma il comandante di campo francese Daniel Liénard de Beaujeu, vestitosi in abiti da guerra indiani con tanto di pitture facciali, li convinse a seguirlo.

## Battaglia del Monongahela

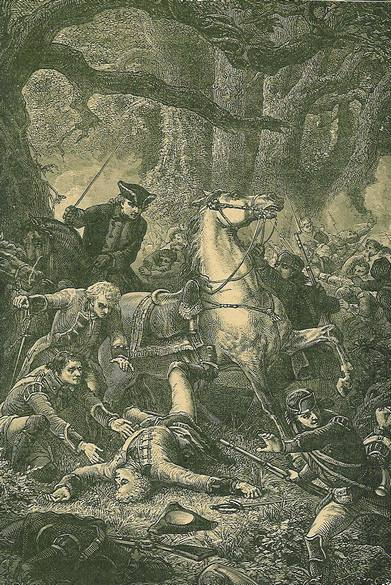
Incisione del XIX secolo del ferimento del maggior generale Braddock nella battaglia del Monongahela

L'8 luglio 1755 gli uomini di Braddock si trovavano sulla terra del capo ricognitore John Fraser. Quella sera gli indiani mandarono una delegazione dai britannici a chiedere un incontro. Braddock mandò Washington e Fraser. Gli indiani chiesero ai britannici di fermare l'avanzata per tentare di negoziare una pace con i francesi di Fort Duquesne. Sia Washington che Fraser consigliarono a Braddock di accettare, ma questi rifiutò.
Il 9 luglio 1755 Braddock attraversò il Monongahela senza trovare resistenza, circa 16 km a sud di Fort Duquesne. L'avanguardia composta da 300 granatieri e truppe coloniali con due cannoni guidata dal tenente colonnello Thomas Gage iniziò ad avanzare. Si scontrarono con francesi ed indiani, diretti di corsa al fiume ma giunti troppo tardi per organizzare un'imboscata.
Nello scontro che seguì tra Gage ed i francesi, il comandante francese Beaujeu fu ucciso da una raffica di moschetti sparata dai granatieri. Nonostante circa 100 canadesi fuggirono al forte ed il rumore dei cannoni avesse fatto fuggire gli indiani, la morte di Beaujeu non ebbe effetti negativi sul morale francese. Dumas inseguì il resto dei francesi e dei loro alleati indiani. La battaglia, nota come battaglia del Monongahela, battaglia del Wilderness o sconfitta di Braddock era ufficialmente iniziata. Braddock aveva a disposizione circa 1400 uomini. I britannici affrontarono tra i 300 ed i 900 franco-indiani. La battaglia, spesso descritta come un'imboscata, fu in realtà uno scontro causale non previsto. La risposta rapida ed efficace dei franco-indiani, nonostante la perdita del loro comandante, portò molti uomini di Braddock a credere di aver subito un'imboscata. La documentazione francese mostra che i franco-indiani erano troppo in ritardo per organizzare un'imboscata, e che furono sorpresi quanto gli inglesi.

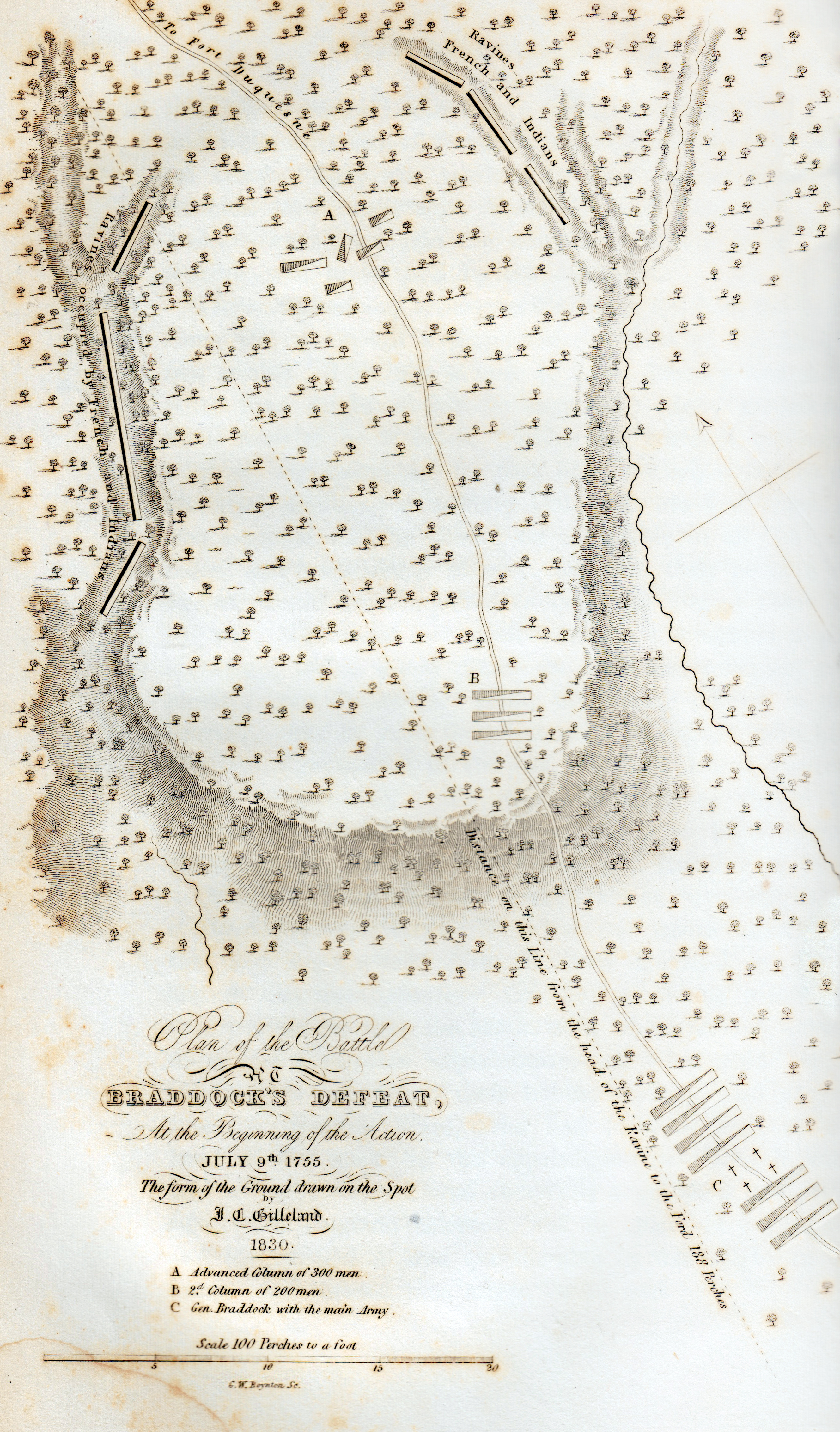
Pianoiniziale di battaglia il 9 luglio 1755 (incisione del 1830)

Dopo uno scontro a fuoco, l'avanzata di Gage fu respinta. Lungo la stretta strada collisero con l'esercito principale di Braddock che era avanzato rapidamente sentendo gli spari. L'intera colonna fuggì in disordine quando canadesi ed indiani li accerchiarono continuando a sparargli ai fianchi dagli alberi ai lati della strada. I regolari francesi iniziarono un'avanzata lungo la strada ed iniziarono a far retrocedere i britannici.
Seguendo l'esempio di Braddock, gli ufficiali provarono a riorganizzare le unità sulla strada, non facendo altro che fornire facili bersagli ai nemici nascosti. Furono usati i cannoni, ma in così poco spazio si dimostrarono inutili. La milizia coloniale che accompagnava gli inglesi si coprì ed rispose al fuoco. Nella confusione alcuni dei soldati che sparavano dagli alberi furono scambiati per nemici e colpiti dai regolari britannici.
Dopo molte ore di combattimento intenso Braddock fu fatto cadere da cavallo, e la resistenza collassò. Il colonnello Washington, nonostante non avesse ufficialmente una posizione di comando, riuscì ad imporre un certo ordine e formò una retroguardia che permise ai sopravvissuti di allontanarsi. Questo gli valse il nomignolo di Eroe del Monongahela che lo accompagnò per un certo periodo.

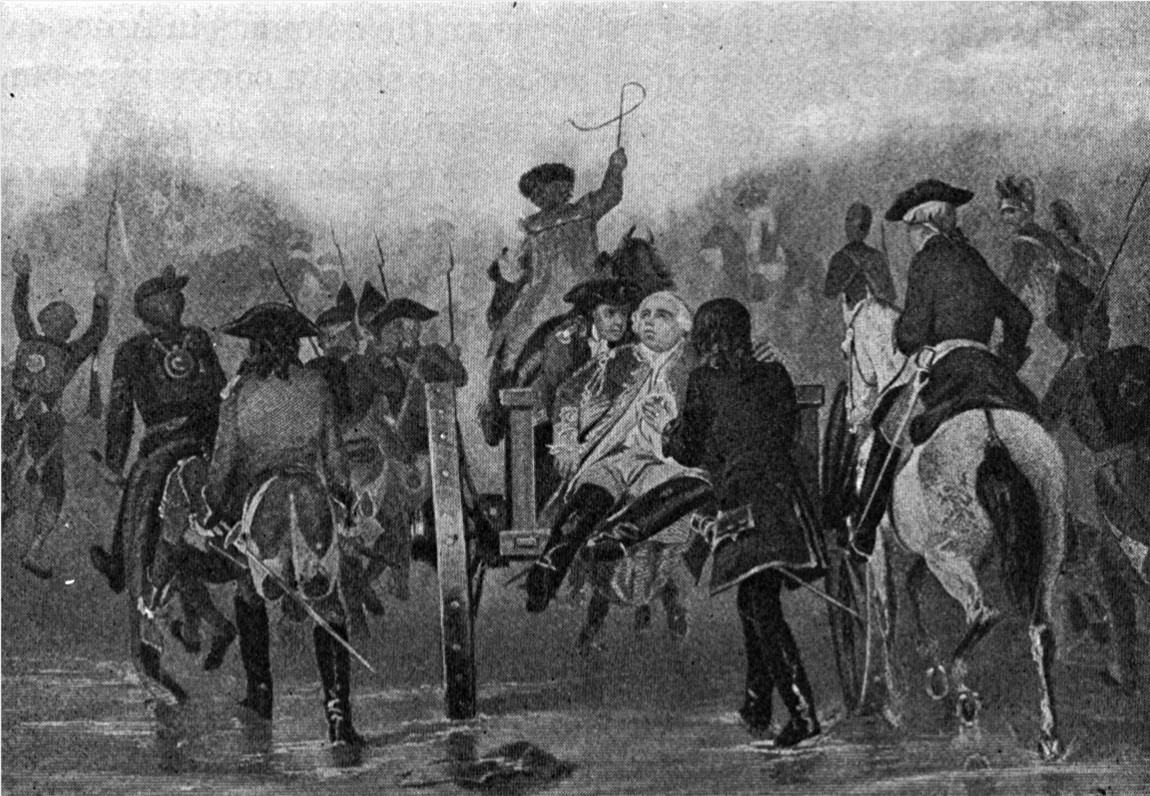
Braddock, mortalmente ferito, ritira le sue truppe

Al tramonto i sopravvissuti britannici stavano fuggendo lungo la strada che avevano costruito. Braddock morì il 13 luglio durante la lunga ritirata per le ferite riportate, e fu sepolto a Fort Necessity.
Dei circa 1300 uomini che Braddock condusse in battaglia, 456 furono uccisi e 422 feriti. Degli 86 ufficiali presenti 26 furono uccisi e 37 feriti. Delle 50 donne che accompagnavano la colonna come cameriere e cuoche, solo 4 sopravvissero. Francesi e canadesi subirono 8 morti e 4 feriti. I loro alleati indiani subirono 15 morti e 12 feriti.
Il colonnello Dunbar, rimasto con le riserve ed i rifornimenti, prese il comando quando i sopravvissuti lo raggiunsero. Ordinò la distruzione dei rifornimenti e dei cannoni prima di iniziare la ritirata, diede alle fiamme circa 150 carri lungo il tragitto. Ironicamente, a questo punto gli sconfitti, demoralizzati e disorganizzati inglesi erano ancora numericamente superiori ai nemici. Francesi ed indiani non inseguirono i fuggitivi e si dedicarono alla cattura degli scalpi ed al saccheggio. Il comandante francese Dumas capì che i britannici avrebbero potuto venire completamente sconfitti, ma non aveva abbastanza uomini per organizzare un inseguimento.

## Discussione
Subito dopo la battaglia iniziarono le discussioni su come Braddock con soldati professionisti, superiorità numerica ed artiglieria, sia potuto venire sconfitto tanto miseramente in battaglia. Alcuni criticano Braddock, altri criticano i suoi ufficiali, alcuni criticano le truppe di soldati regolari o le milizie coloniali. George Washington difese Braddock ed incolpò i soldati regolari.
La tattica di Braddock è discussa. Una scuola di pensiero pensa che la fiducia posta da Braddock nei metodi di stile europeo, mentre gli uomini dovevano combattere corpo a corpo in campo aperto, non fu appropriata per la lotta di frontiera e fu la causa della sconfitta di Braddock. La guerriglia che i coloni avevano appreso lungo la frontiera, composta da copertura e fuoco individuali, era migliore dello stile americano organizzato.
In alcuni studi l'interpretazione della superiorità del cosiddetto "stile indiano" è stata messa in discussione da molti storici militari. Stephen Brumwell sostiene proprio l'opposto, dicendo che i contemporanei di Braddock, come John Forbes e Henry Bouquet, riconoscevano che "la guerra nella foresta americana era molto diversa dalla guerra in Europa". Russell sostiene che fu un errore di Braddock quello di fidarsi delle tecniche europee che gli costarono la battaglia. I britannici avevano già combattuto con eserciti irregolari durante le rivolte giacobite. Gli irregolari europei orientali come ad esempio Pandours e Ussari erano già stati studiati ed usati in Europa fin dagli anni 1740. Il fallimento di Braddock, secondo i sostenitori di questa teoria, fu dovuto al fatto che non adeguò la dottrina militare tradizionale (soprattutto non usando la distanza), non la mancanza di tattiche di frontiera. Peter Russell, nel suo studio, mostra che in molte occasioni prima della battaglia Braddock aveva usato con successo le tattiche europee per sconfiggere le imboscate, e che era stato quasi immune ai precedenti attacchi franco-indiani.